# Antonio Sá da Silva
Antonio Sá da Silva (Alto Sertão Baiano, c. 1970) é um jurista brasileiro especializado nos campos da filosofia do direito e do direito e literatura que desenvolve reflexões sobre fortuna e teoria da justiça à luz do pensamento grego clássico e sobre a narratividade do direito.
Ele se notabiliza por ser um dos principais teóricos do cosmopolitismo jurídico-político contido na Teoria da Comunidade Universal e proponente da Fenomenologia do ethos sertanejo.

## Biografia
Antônio Sá da Silva nasceu no Alto Sertão Baiano no início da década de 1970 em uma família camponesa de pequenos agricultores familiares que viviam na zona rural daquela região. Sendo o último de treze filhos, ele somente terá acesso à escola aos 14 anos, quando ingressou na Escola Família Agrícola, uma instituição educacional mantida pela Igreja que adotava o método da "pedagogia da alternância". Nela, Antonio concluiu o seu ensino básico e, em seguida, ingressou no ensino técnico, onde se formou técnico em agropecuária aos 21 anos de idade e, prosseguiu vivendo na zona rural até os 26 anos, quando se mudou do interior da Bahia para Conselheiro Lafaiete, cidade situada no interior de Minas Gerais, onde irá fazer a graduação em direito na Faculdade de Direito de Conselheiro Lafaiete.
Após concluir sua graduação em 2000, ele foi aprovado no exame na OAB e começou a exercer a advocacia no estado de Minas Gerais, enquanto passou a exercer a docência no curso de direito da FDCL, sua primeira alma mater em Conselheiro Lafaiete. Nesse mesmo período, ele se tornou professor substituto na Universidade Federal de Ouro Preto (UFOP).
Ainda primeira metade da década de 2000, Antonio Sá ingressou no Mestrado em Ciências Jurídico-Filosóficas da Faculdade de Direito da Universidade de Coimbra, onde desenvolveu pesquisa sob a orientação do professor José Manuel Aroso Linhares que resultou na dissertação "As três responsabilidades ético-planetárias do direito e da educação jurídica: contribuições para um diálogo entre a «justiça acadêmica» de Platão e a «ética da mobilização planetária» dos movimentos e organizações sociais contemporâneos", que foi defendida e aprovada em 2005, ano da obtenção de seu título de mestre e, também, de seu ingresso no doutorado na mesma universidade, onde permaneceu a investigar o direito sob a orientação de Aroso Linhares.
Foi o primeiro colocado no concurso público realizado em 2008 para a vaga de Filosofia do direito da Faculdade de Direito da Universidade Federal da Bahia (FD-UFBA), tornando-se, desde então, professor de diversas disciplinas na graduação em direito e na pós-graduação em direito e de segurança pública daquela universidade.
Entre os cargos administrativos que exerceu estão os de Coordenador do Curso de Graduação em Direito da UFBA, de Vice-Coordenador do Curso Superior Tecnológico em Segurança Pública da UFBA e de Coordenador da Oficina de Relações Internacionais, todos da Faculdade de Direito da UFBA.
Em 2018, ele defendeu sua tese de doutorado "Destino, humilhação e direito: a reinvenção narrativa da comunidade" na Faculdade de Direito da Universidade de Coimbra.

## Pensamento

### Raízes históricas do viés preponderante teórico do ensino jurídico
Antonio Sá defende que a criação, em 1800, de um seminário modelar em Olinda pelo Bispo Coutinho teve um papel importante no fomento da cultura intelectual brasileira, especialmente pelo fato de ele ter sido uma influência que contribuiu para a determinação do viés mais teórico que a oitocentista Faculdade de Direito do Recife viria a tomar a partir do movimento conhecido como "Escola de Recife" que teve em Tobias Barreto, Silvio Romero, Clóvis Beviláqua e Pontes de Miranda, alguns de seus integrantes.

### Fortuna e Justiça no Pensamento Grego Clássico
Antonio Sá utiliza diversos elementos retóricos constantes na tragédia grega para refletir criticamente sobre o fenômeno jurídico, a exemplo da Oresteia do dramaturgo ático Ésquilo, em que ele analisa a "justiça poética" presente naquela história, como o matricídio praticado por Orestes contra Clitemnestra para vingar a morte de seu pai, Agamênon, para trabalhar o conceito de autotutela jurídica.

### Narratividade jurídica, Teoria da Decisão e "Teoria Literária do Direito"
Antonio Sá entende que o senso comum teórico dos juristas visualiza o direito como um elemento-chave para formulação da decisão e interpretação da sentença: “Pelo senso comum interpretativo, acredita-se que tomamos decisões, porque temos fontes claras do direito, e esse direito está tão claramente disponível para nós, que, por meio da interpretação, nós o extraímos, o aplicamos e resolvemos o caso”.
Por este motivo, é que ele problematiza sobre a cultura jurídica ocidental e a secularização do método jurídico decisório, questionando a racionalidade das verdades jurídicas contidas nas decisões judiciais (sentenças e acórdãos) dos mais distintos modelos de juízes, tais como o "juiz árbitro" (normativismo de Hans Kelsen), "juiz agrimensor" (funcionalismo sistêmico de Niklas Luhmann), "juiz edificador" (funcionalismo tecnológico de Hans Albert e Karl Popper), "juiz político e imaginativo" (Mangabeira Unger), "juiz investidor" (análise econômica do direito em Richard Posner), "juiz poeta" (direito e literatura em Martha Nussbaum) e "juiz prático prudente" (Castanheira Neves).
As investigações sobre a narratividade do Direito feitas por Antonio Sá podem ser observadas com maior detalhamento em sua obra "Destino, humilhação e direito: a reinvenção narrativa da comunidade", na qual ele analisa a narratividade jurídica à luz da literatura sertaneja, a exemplo de Grande Sertão: Veredas, de Guimarães Rosa. Essa perspectiva adotada por Antonio Sá da Silva tem sido definida como "teoria literária do direito" pelo jurista português Fernando Bronze em sua obra "Metodologia do Direito", quando ele realiza a crítica do problema filosófico da "hegemonia do significante sobre o significado".

### Fenomenologia do ethos sertanejo
Antonio Sá considera que o ethos tem um papel decisivo na autoridade do narrador e na performance que lhe é exigida para desvelar o sentido do mundo. Na cultura sertaneja, o ethos é dotado de especificidades inerentes àquela cultura, sendo que ela desemboca em uma racionalidade própria (a "racionalidade sertaneja") na qual "a autoridade do narrador decorre da habilidade com que faz o sertanejo se ver enquanto humano e enquanto sujeito moral".
Deste modo, a reflexão sobre o sentido de uma moralidade sertaneja é particularmente
necessária porque emerge das poesias produzidas por essa cultura um apelo à justiça, como é possível observar em diversas histórias narradas pela literatura de cordel ou tradições orais associadas a cangaceiros mitificados como Lampião.

## Principais obras

### Livros
- Teoria e prática em direito e literatura. 1. ed. Salvador: EDUFBA, 2023.[9]
- Destino, humilhação e direito: a reinvenção narrativa da comunidade. Tese (doutorado em Ciências Jurídico-Filosóficas) - Faculdade de Direito, Universidade de Coimbra, Coimbra, 2018.[2]
- Estado e Direito: Contribuições ao Estudo dos Fundamentos da Segurança Pública no Brasil. 1. ed. Salvador: SEAD-UFBA, 2016.[6]
- O ensino do direito no nosso tempo: história, diagnósticos e exigências éticas para uma educação jurídica de qualidade no Brasil. 1ª. ed. Salvador: Juspodivm, 2010. (em coautoria com Nuno Morgadinho Coelho)[2][4][5]
- As três responsabilidades ético-planetárias do direito e da educação jurídica: contribuições para um diálogo entre a «justiça acadêmica» de Platão e a «ética da mobilização planetária» dos movimentos e organizações sociais contemporâneos. Dissertação (mestrado em Ciências Jurídico-Filosóficas) - Faculdade de Direito, Universidade de Coimbra, Coimbra, 2005.

### Artigos e Capítulos de Livros
- "Vida pública, conflito prático e escolhas no Agamênon de Ésquilo". In: COSTA-NETO, João; QUINTAS, Fábio L.; SILVA, Antonio Sá da. (Org.). Ensaios sobre filosofia do direito: positivismo jurídico, transconstitucionalismo e teoria do direito. Rio de Janeiro: Lumen Juris, 2022. (com P.N.A. OLIVEIRA e Welliton S. Santos)
- "A eficácia social da Constituição de 1988 no campo: diálogos com Os Sertões de Euclides da Cunha". In: CHIARABA, Homero et alii. (Org.). Altos estudos jurídicos: o direito em nosso tempo. São Paulo: Max Limonard, 2021. (com Bernardo G.B. Nogueira)
- "O jurisprudencialismo e o movimento de reabilitação da filosofia prática de Aristóteles no século XX: diálogos com a tópico-retórica, a hermenêutica e as teorias da argumentação". In: MONTEIRO, António Pinto; AMARAL, Francisco; LINHARES, J. M. Aroso; MARCOS, Rui de Figueiredo. (Org.). Jurisprudencialismo e idiomas vizinhos: Diálogos com Castanheira Neves. Coimbra: Imprensa da Universidade de Coimbra, 2020.
- "Questão Trágica e Questão Jurídica - Decisões de Declaram e Decisões que Promovem 'Capacidades' Humanas". Boletim da Faculdade de Direito da Universidade de Coimbra, v. 96, p. 291-327, 2020.
- "Os animais na literatura do sertão brasileiro: ordem jurídica ou ordem de necessidade?". Revista Latino-Americana de Direitos da Natureza e dos Animais, Salvador, v. 3, p. 9-24, 2020.[10]
- "La imaginación literaria y el Derecho: la (im)posibilidad de un modelo jurídico-decisorio en los argumentos de A. Castanheira Neves y de Martha C. Nussbaum". Revista Ruptura, v. 9, p. 159-176, 2019.[11]
- "O continuum de justiça e vingança na literatura oral do sertão: uma releitura da tragédia e do tratamento da controvérsia no cordel e na música caipira". Revista da Faculdade de Direito da UFG, Goiânia, v. 42, p. 198-221, 2019.[12]
- "Continuum de vulnerabilidades e capabilities approach: o fundamento comum de Martha C. Nussbaum à promoção dos direitos humanos e dos direitos dos animais não humanos". Revista do Programa de Pós-Graduação em Direito da UFBA, Salvador, v. 28, p. 121-146, 2018.[13]
- "A teoria da lei de Santo Tomás de Aquino". Revista Jurídica da Universidade de Santiago, v. 1, p. 57-69, 2013.[14]
- "O direito constitucional da literatura: reflexões sobre os argumentos de Cícero em defesa do poeta Árquias". In: Sebastião Trogo; Nuno Manuel M. S. Coelho (orgs.). Direito, Filosofia e Arte: ensaios de fenomenologia do conflito. São Paulo: Rideel, 2012.
- "Direito Alternativo. In: TRAVESSONI, Alexandre et alii. (org.). Dicionário de Teoria e Filosofia do Direito. São Paulo: LTr, 2011.
- "Destino, ação e sabedoria na literatura oral do sertão". Revista da Academia de Letras da Bahia, v. 50, p. 125-140, 2011.[2]
- "Em juízo, as ciências médicas: a bioética como foro de discussão e como laboratório de legitimação das práticas médicas desafiadoras". In: MINAHIM, Maria Auxiliadora; FREITAS, Tiago Batista; OLIVEIRA, Thiago Pires (orgs.). Meio ambiente, direito e biotecnologia: estudos em homenagem ao Prof. Dr. Paulo Affonso Leme Machado. 1. ed. Curitiba: Juruá, 2010.[15]
- "A retórica jurídica e a formação dos juristas: a observação de Aristóteles sobre os argumentos de Ulisses no Filoctete de Sófocles". Revista do Programa de Pós-Graduação em Direito da UFBA, v. 1, p. 315-322, 2008.
- "Direito e Pessoa: o fundamento do Direito em António Castanheira Neves". In: COELHO, Nuno M. M. Santos; MELLO, Cleyson de Moraes (orgs.). O fundamento do direito: estudos em homenagem ao Professor Sebastião Trogo. 1. ed. Rio de Janeiro: Freitas Bastos, 2008, v. 1.
- "A formação da consciência jurídica do homem planetário: o projeto da comunidade dos narradores de casos exemplares". Revista da Faculdade de Direito de Conselheiro Lafaiete, v. 1, p. 129-140, 2004.